# São Cristóvão de Futebol e Regatas
Il São Cristóvão de Futebol e Regatas, noto anche semplicemente come São Cristóvão, è una società calcistica brasiliana con sede nella città di Rio de Janeiro, capitale dell'omonimo stato di Rio de Janeiro.
La squadra ha una sola divisa ufficiale, composta da maglia, calzoncini e calzettoni bianchi. Non avendo un kit di riserva, quando è necessario sono sempre gli avversari a dover cambiare completo. È l'unica squadra di calcio nella storia ad aver mai ricevuto questa autorizzazione dalla FIFA.
Il Fenomeno Ronaldo, Pallone d'oro nel 1997 e nel 2002, ha giocato nelle giovanili del São Cristóvão.

## Storia
Il Clube de Regatas São Cristóvão è stato fondato il 12 ottobre 1898 in una grande tenda vicino alla spiaggia di São Cristóvão dagli sportivi José Galvão, José Queirós, Luís Corrêa e Sá, Luís Parisot, Antônio Maurity, e E. Bordine e Moura e Castro. Il São Cristóvão Atlético Clube è stato fondato il 5 luglio 1909, in una casa situata in via Bela, sotto la spinta di João e Carlos Cantuária, Barroso Magno, A. Perdeneiras e João Germano. Il São Cristóvão de Futebol e Regatas venne fondato quando il Clube de Regatas São Cristóvão e il São Cristóvão Atlético Clube si fusero il 13 febbraio 1943.
Il 21 novembre 1926, il São Cristóvão vinse il Campionato Carioca, dopo aver sconfitto il Flamengo 5-1. Il capocannoniere del campionato fu Vicente del São Cristóvão, che segnò 25 reti.
Nel 2000, il São Cristóvão partecipò alla Copa João Havelange (competizione che sostituì il campionato nazionale quell'anno). Il club fu inserito nel "Modulo Bianco" (equivalente del livello più basso), e terminò al quarto nel proprio gruppo, venendo eliminato al primo turno. Nello stesso anno il club partecipò alla fase preliminare del Campionato Carioca 2001, dove terminò al sesto (e ultimo) posto della competizione, non riuscendo a qualificarsi per la competizione.

## Palmarès

### Competizioni statali
- Campionato Carioca: 1

1926
- Campeonato Carioca Série B: 1

1965
- Torneio Início do Rio de Janeiro: 3

1918, 1928, 1937
- Campeonato Carioca Série B2: 1

2023

### Competizioni giovanili
- Campionato Carioca Sub-20: 3

1922, 1936, 1937

### Altri piazzamenti
- Campionato Carioca:

Secondo posto: 1928 (Torneo Municipal)
Terzo posto: 1918, 1923, 1924, 1929, 1935, 1939, 1943, 1945 (Torneo Relampago), 1951 (Torneo Municipal)